# Efektní příze
Efektní příze (angl.: fancy yarns, něm.: Effektgarne) jsou délkové textilie se záměrně tvořenými odchylkami od pravidelného a hladkého tvaru nebo barvy. Říká se jim také zdobné příze, protože hlavním účelem jejich použití je zvýšení estetického účinku textilie. 

## Z historie efektních přízí
Začátky výroby efektních přízí nejsou přesněji doloženy. K nejstarším archeologickým nálezům patří zbytky nití z čínského Urumči (období kolem roku 1000 př. n. l.) sestávajících z velmi jemného jádra ovinutého přástem (hrubou velmi měkkou nití). Výroba textilií odpovídajících zhruba současné definici zdobných přízí byla známá teprve od 18. století. Bylo to několik druhů přízí skaných ze dvou nití nebo kovových stužek z různých materiálů a z roku 1770 pochází první zmínka o tkané (a stříhané) žinylce. V 19. století se začaly vyrábět prstencové skací stroje, od druhé poloviny 20. století se uplatnily první stroje s dutým vřetenem a stroje na skaní žinylky.
Podle hrubých odhadů ze začátku 21. století se ve světě zpracovává asi 1 % textilních vláken na efektní příze. V roce 2020 se udával objem celosvětového trhu s efektními přízemi se 3,9 miliardami USD.

## Technologie výroby a druhy efektních přízí

### Názvy efektních přízi

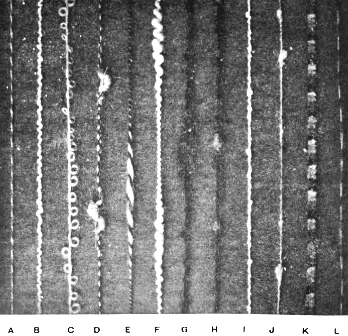
Vzorky efektních přízí z roku 1921

Jedna z variant terminologie efektních přízí (na bázi údajů ze snímku vlevo): 
| Označení vzorku | Název v angličtině (1921) | Ekvivalent v češtině (2025) | Způsob výroby                                                                     |
| --------------- | ------------------------- | --------------------------- | --------------------------------------------------------------------------------- |
| A               | grandelle                 | muliné                      | Skaná z různobarevných nití                                                       |
| B               | spiral                    | ondé                        | Skaná ze dvou nití s rozdílnou tloušťkou a zákrutem                               |
| C               | curl / loop               | smyčková                    | 3 komponenty: základní nit obeskaná smyčkovou, smyčky fixovány třetí nití         |
| D               | knop                      | pupenová                    | Tlustá nit obeskaná dvěma tenkými s opačným zákrutem                              |
| E / F           | cloud                     | —                           | Dvě tenké niti, mezi ně se po intervalech zaskává přást                           |
| G               | slub                      | nopková                     | Jemná nit opředená po intervalech přástem a obeskaná nití s opačným zákrutem      |
| H               | knickerbocker             | --                          | Barevné skvrny z nopků přidávaných na mykacím stroji                              |
| I               | nub                       | buklé                       | 3 komponenty: základní nit obeskaná měkkou přízí nebo přástem a fixace třetí nití |
| J               | spot                      | --                          | Základní nit s pravidelným nebo nepravidelnými nopky obeskána hladkou nití        |
| K               | chenille                  | žinylka                     | Tkaná žinylka (v 21. století se nevyrábí)                                         |
| L               | printed                   | potištěná                   | Příze potištěná v přadenech nebo v osnovních pásecch                              |

### Jednoduché (neskané) příze
Menší část efektních přízí se používá v jednoduché formě k výrobě tkanin a pletenin. Vzorují se
- barvením nebo potiskováním polotovarů (jaspé, space dyeing, viguré)
- přimísením vlákenných smotků během předení (přisypávání nopků a plamenců na vlnařském mykacím stroji, směs bavlny a výčesků)
- předením s přerušovaným chodem průtahového ústrojí prstencového nebo rotorového dopřádacího stroje (smyčky, plamence, pupeny)
- svazkové příze z tryskových dopřádacích strojů přiřazují někteří odborníci k efektním přízím[3]

### Skané příze

#### Příze z prstencových strojů
Prstencové skací stroje jsou konstruovány na stejném principu jako dopřádací, jen namísto průtahového ústrojí je na nich instalováno zařízení, které umožňuje podávání 2-4 nití s rozdílnou rychlostí.
- Jednodušší efekty jako muliné nebo ondé se skají zpravidla z jedné základní a jedné vzorovací niti.
- Složitější vzory, např. buklé, smyčka, gimpa aj. se musí zpevňovat vaznou nití. Vazná nit se přidává na dalším stroji opakovaným skaním.

#### Příze skané s dutým vřetenem
Způsob výroby je popsán v článku Skaní s dutým vřetenem.
V různých odborných příručkách se popisuje asi 20 druhů efektních přízí, které se dají vyrábět na těchto strojích ve více než 2000 variantách. Jejich názvy nejsou všeobecně platné, některé druhy se proto vzájemně zaměňují, obzvlášť při překladech z cizích jazyků může dojít k nedorozuměním (viz např. článek Pupenová efektní příze).
K často používaným druhům patří (bez záruky za správnost pojmenování) např. příze:
buklé, knoflíková, smyčková, froté, pupenová, plamencová

#### Žinylka
Způsob výroby je popsán ve stejnojmenném článku. Ke známým variantám žinylky patří např.
kulatá, vlnitá, řídká, střapcová (feather), nepravá (ze dvou nití buklé nebo gimpy)

#### Tvarované filamenty
V odborné literatuře se popisuje možnost výroby efektní příze družením příze z několika vývodů při vzduchovém tvarování.

### Páskové efektní příze
Tématem páskových textilií se podrobně zabývá článek Pásková příze .

## Galerie efektních přízí

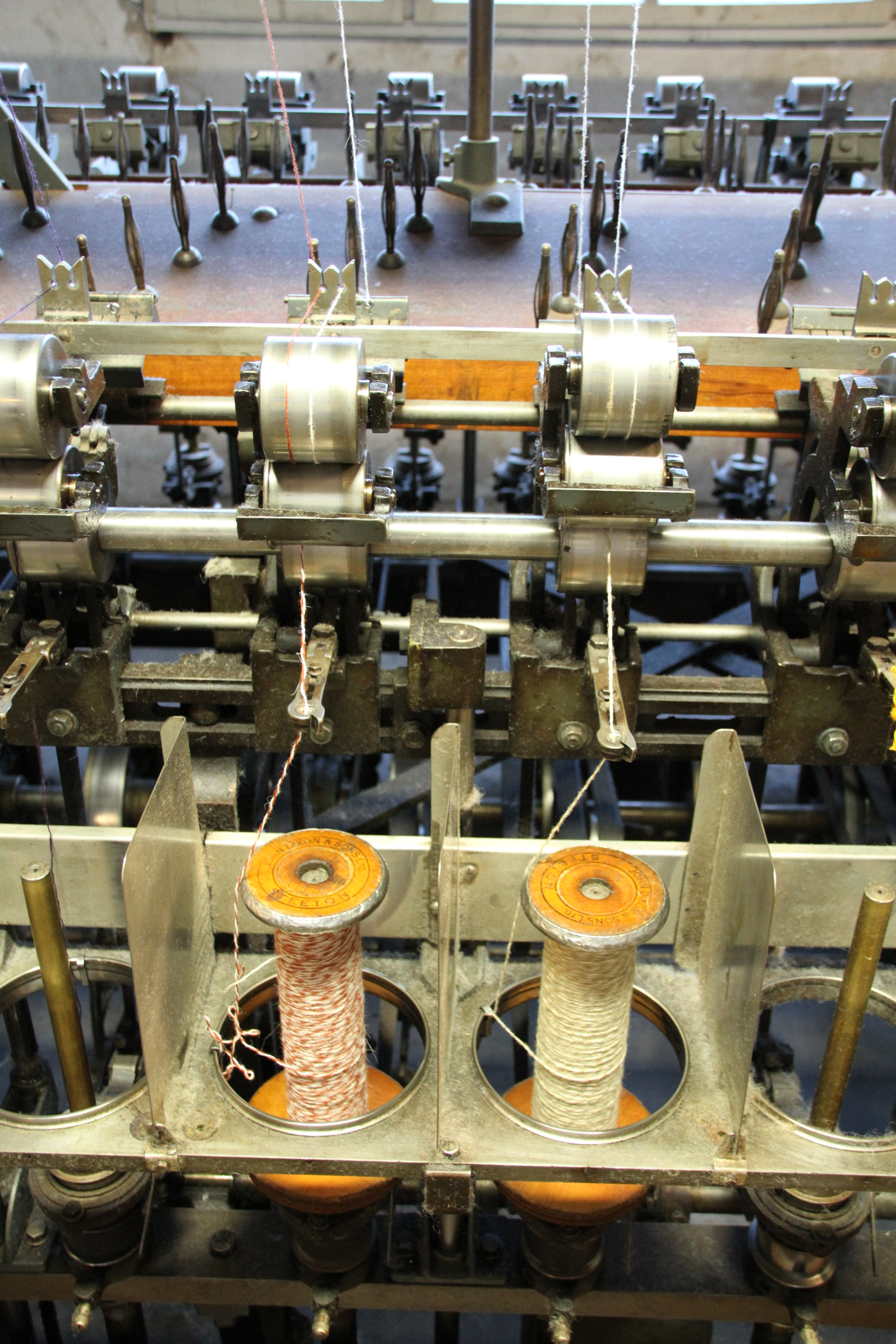
Prstencový skací stroj z 1. poloviny 20. století
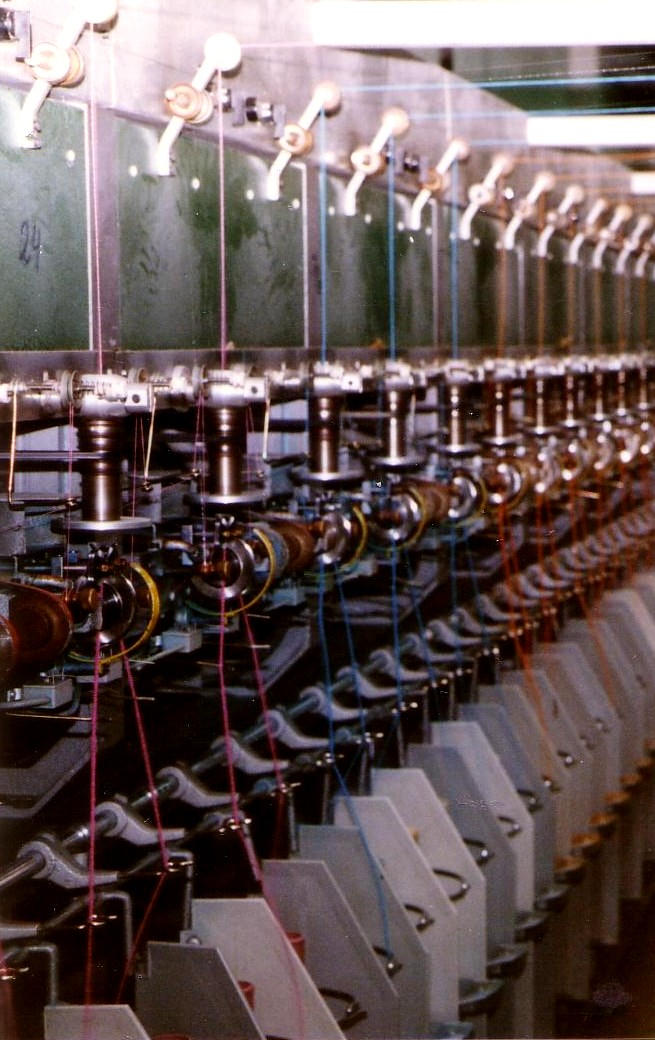
Žinylkový skací stroj z roku 1975
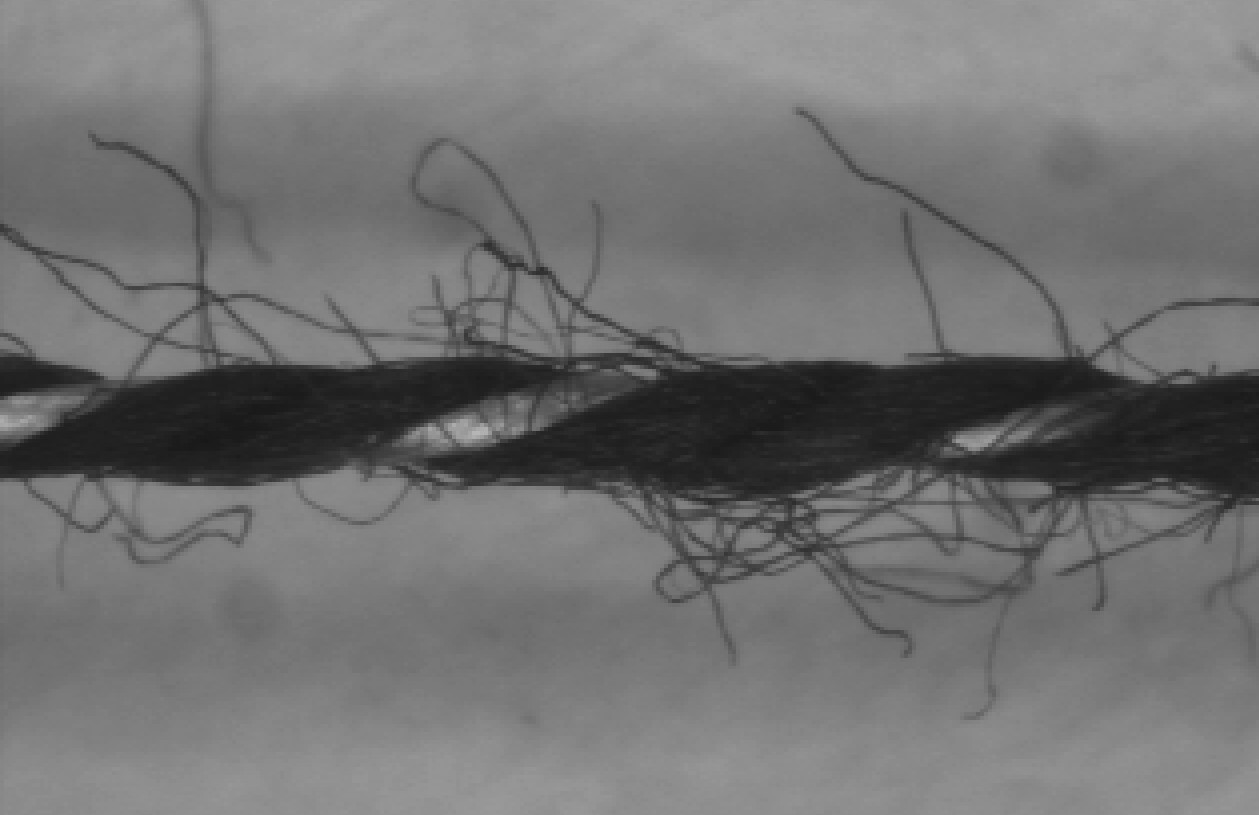
Muliné pod mikroskopem
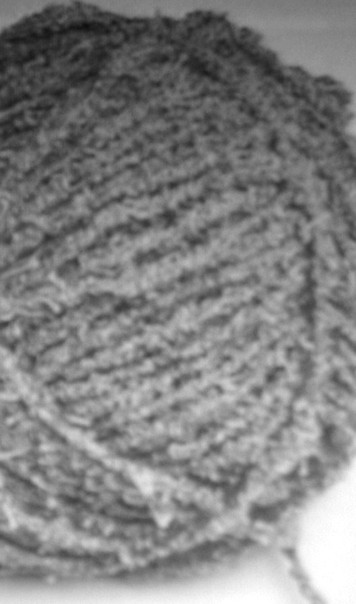
Froté, smyčková příze
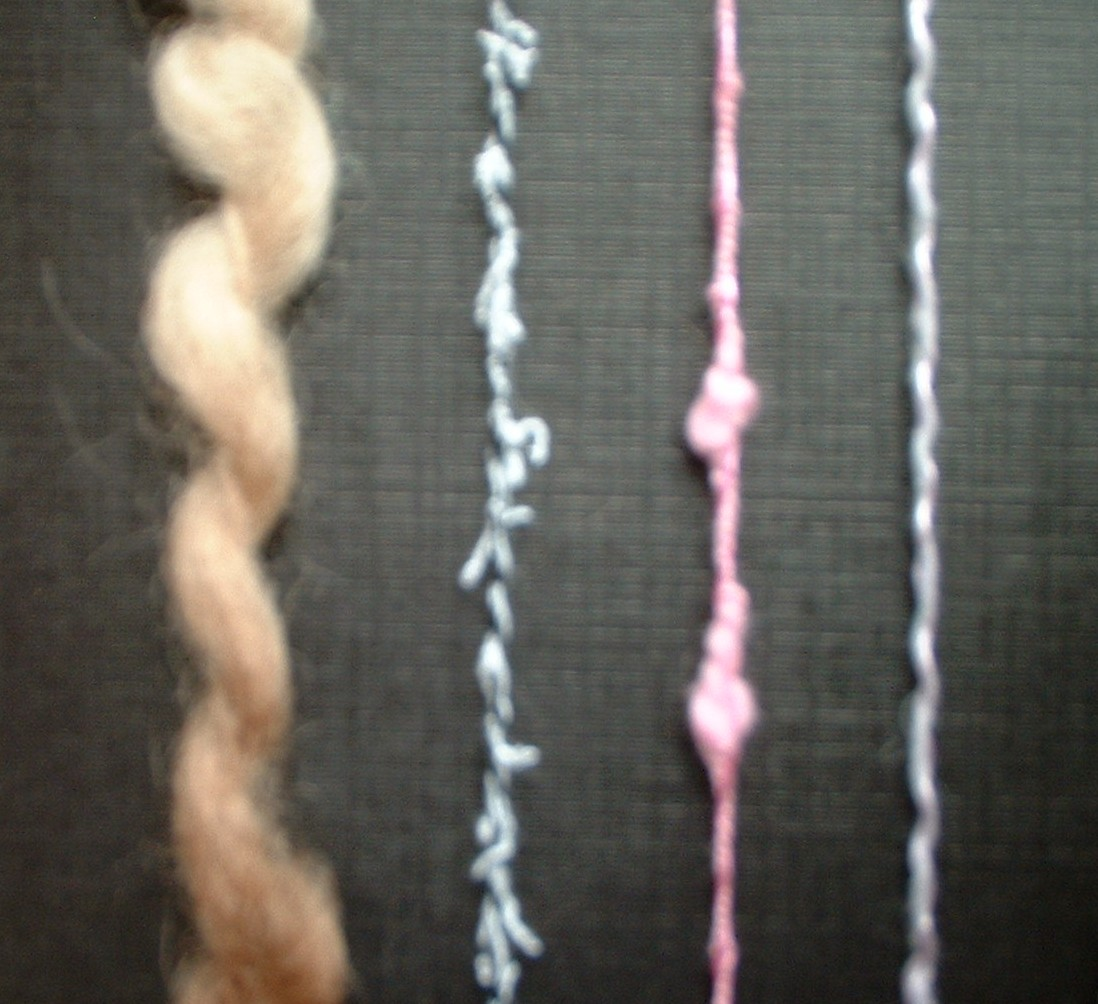
Efekty (zleva doprava): buklé, smyčky, nopky, ondé
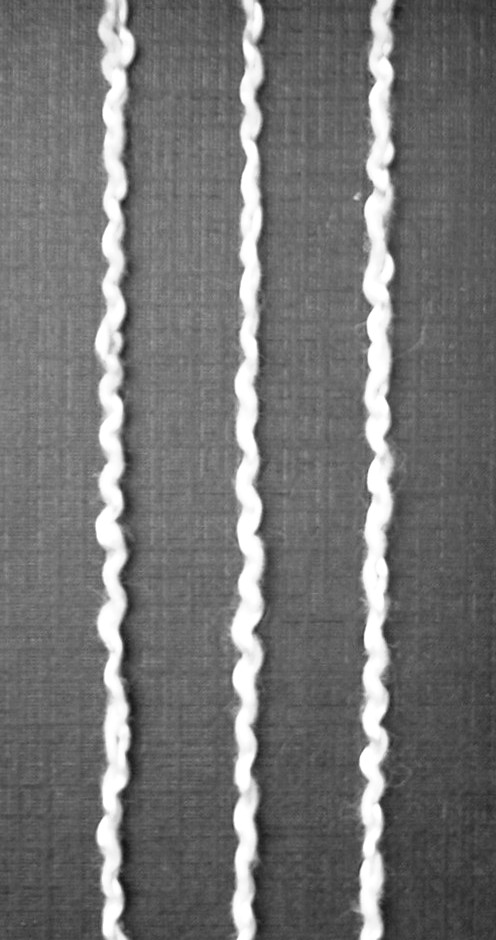
Ondé („vývrtková“ ) příze
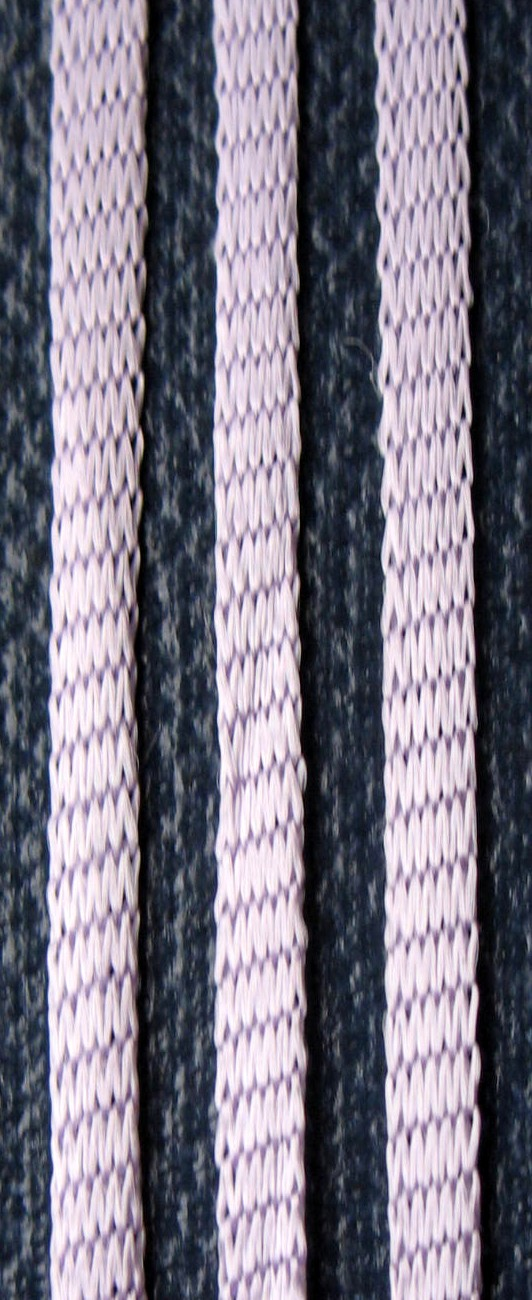
Pásková příze
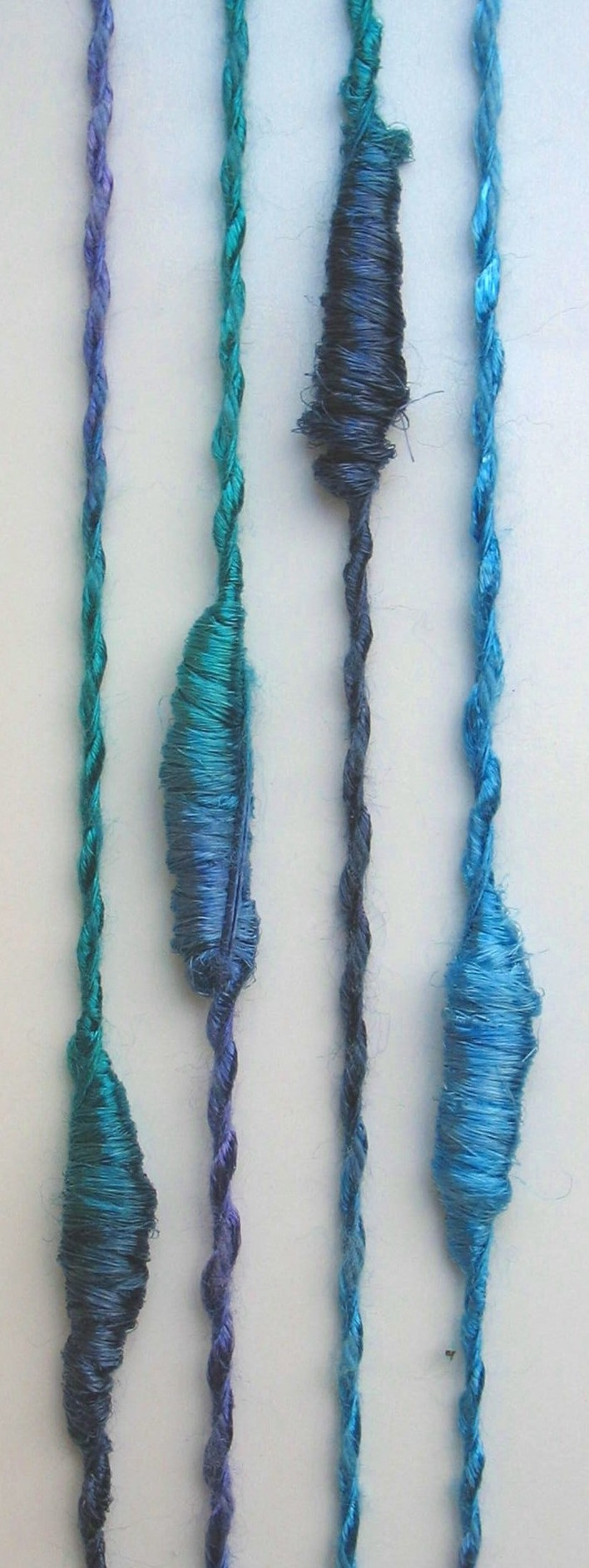
Pupenová příze
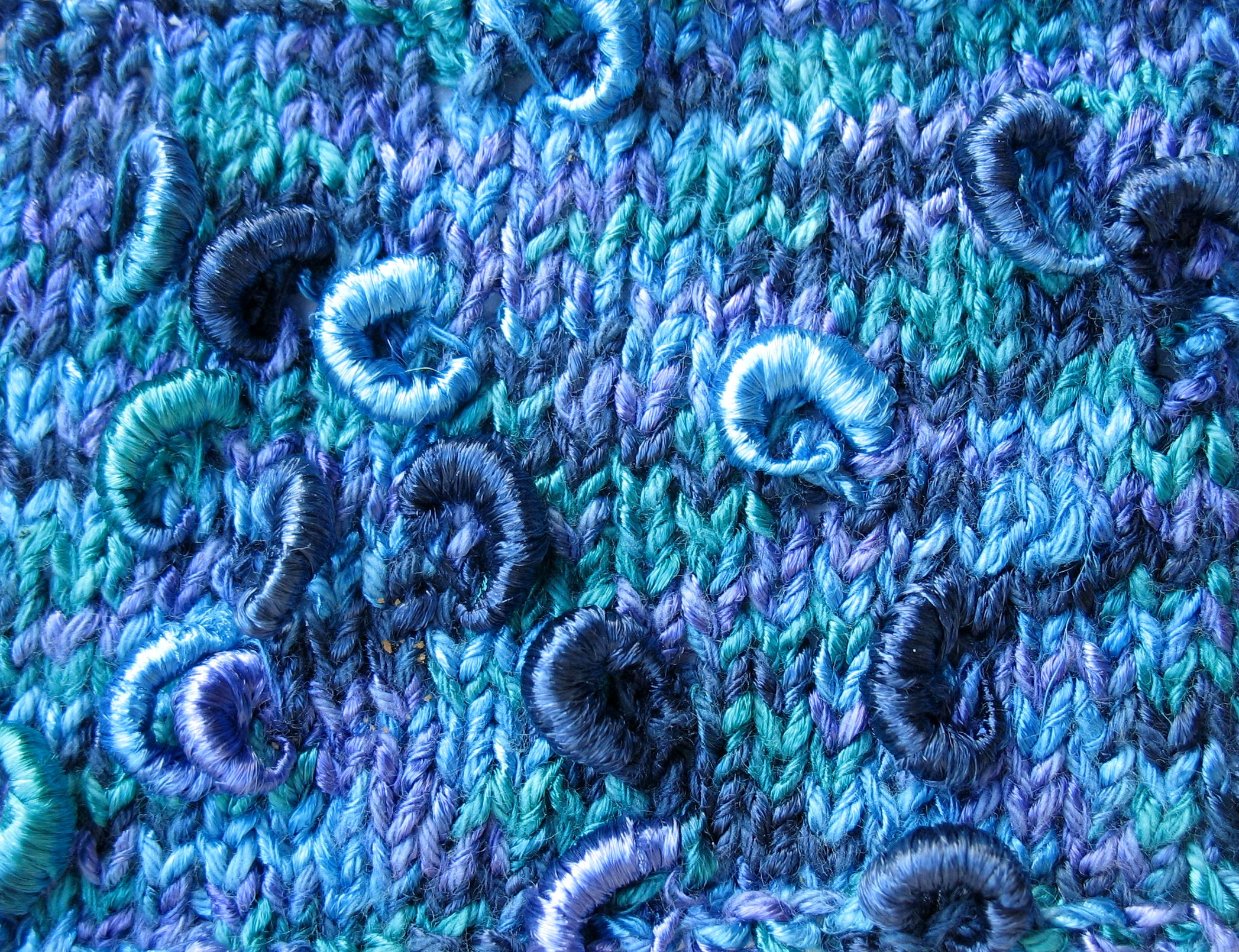
Ruční pletenina z pupenové příze
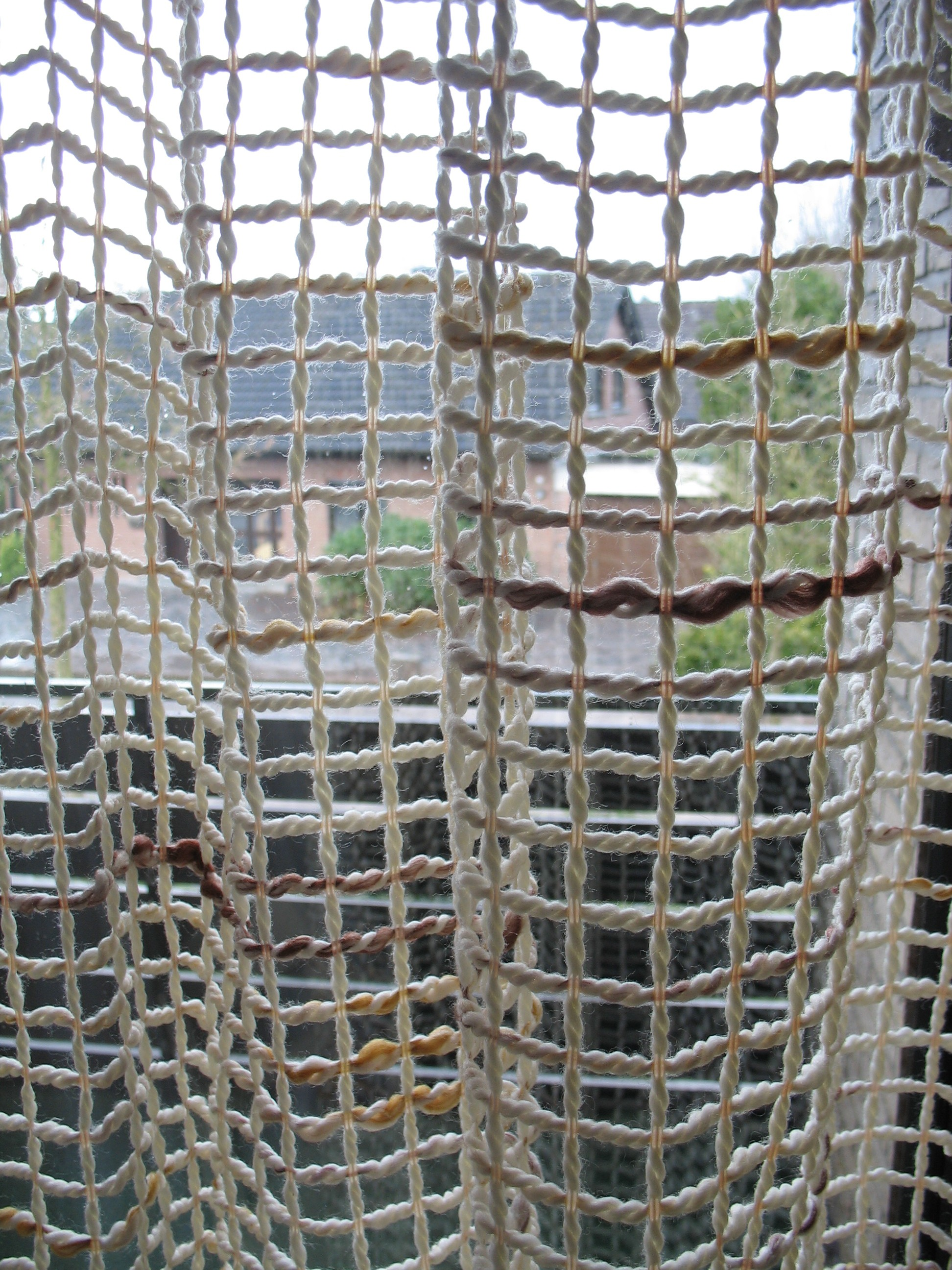
Záclona z efektních přízí (koncem 70. let 20. století)
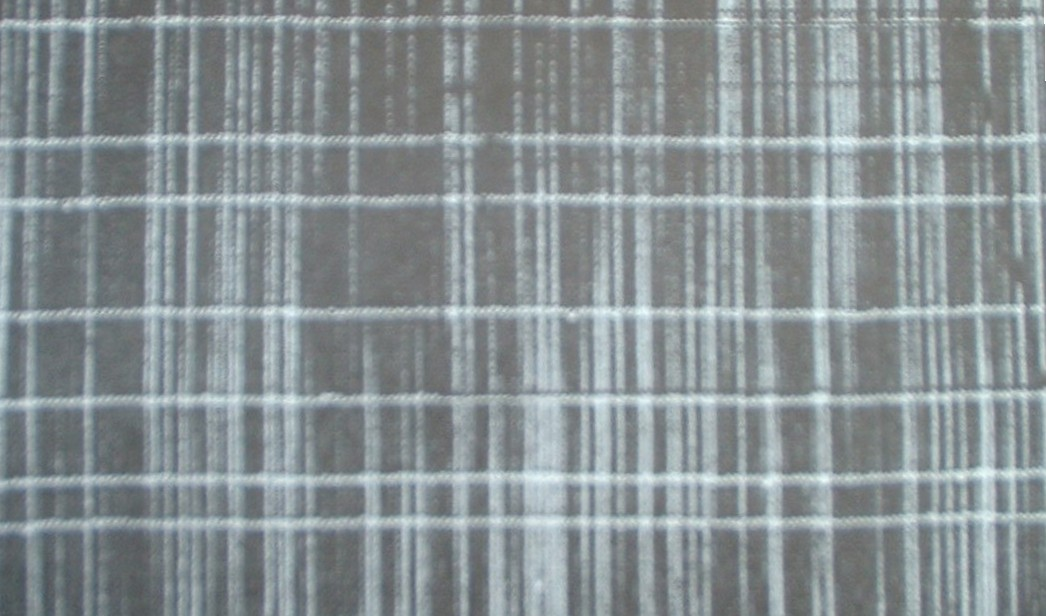
Závěs – osnovní pletenina s 25% plamencové příze
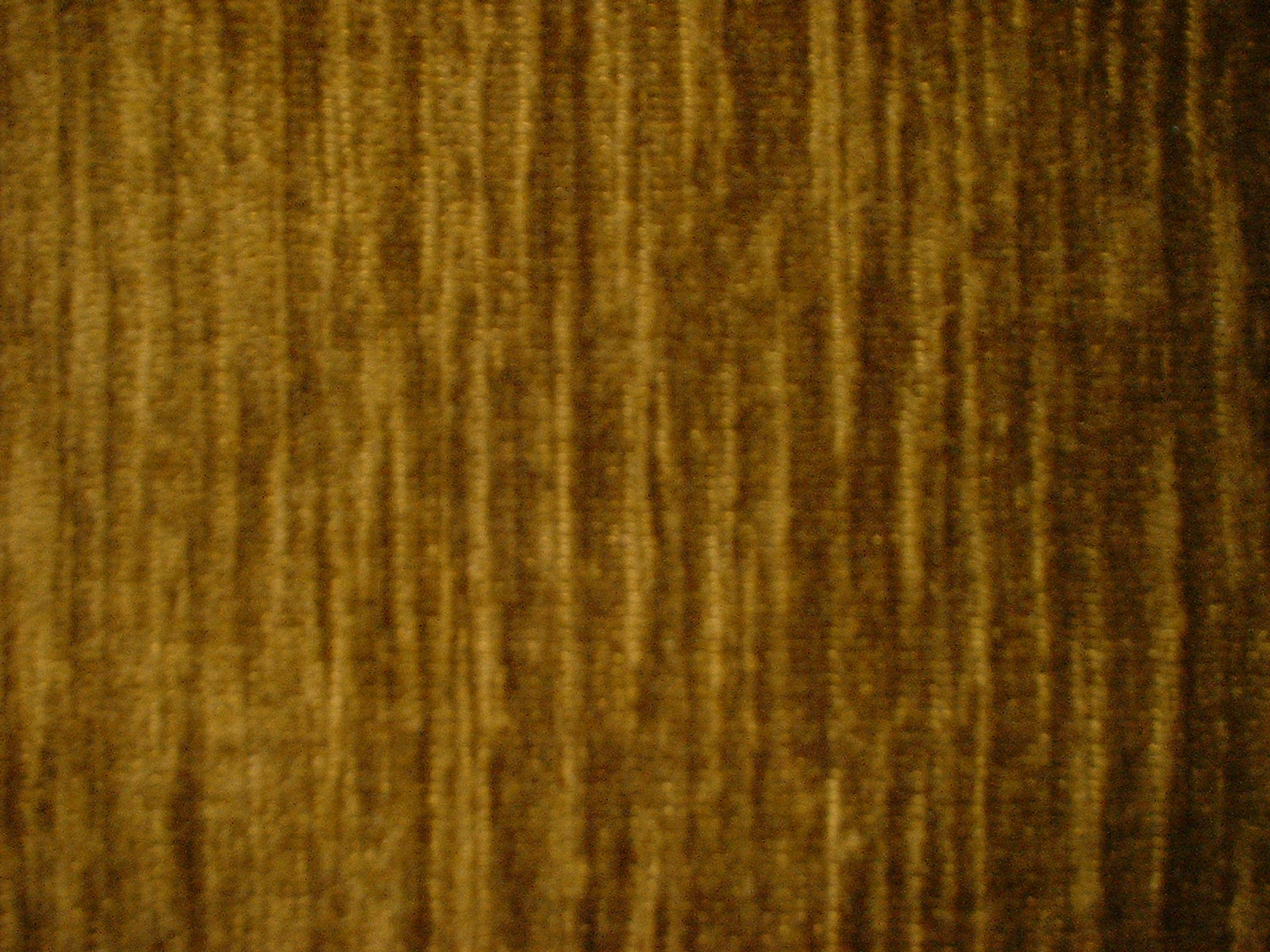
Dekorační tkanina s útkem z kulaté žinylky (80. léta 20. století)